# Chiếc quả to
Chiếc quả to hay còn gọi chiếc trái to (danh pháp khoa học: Barringtonia macrocarpa) là một loài thực vật có hoa trong họ Lecythidaceae. Loài này được Hassk. mô tả khoa học đầu tiên năm 1842.